# 纳格尔
纳格尔是德国巴伐利亚州的一个市镇。总面积7.79平方公里，总人口1802人，其中男性834人，女性968人（2011年12月31日），人口密度231人/平方公里。